# Fíbula de Alovera
Las fíbulas, broches utilizados desde el primer milenio a. C. para sujetar vestimentas a la altura de los hombros, tuvieron un papel crucial en culturas como la celtíbera en Hispania, donde no existían botones. Con la ocupación del Imperio Romano Occidental, los godos asimilaron y adaptaron muchas de las tradiciones de los pueblos conquistados, incorporándolas a su propia identidad cultural.

## Origen y Exclusividad
Entre las fíbulas halladas en España, las de Alovera (Guadalajara) destacan por su refinado diseño y compleja técnica de elaboración. Mientras los celtíberos solían representar al caballo como figura zoomorfa predominante, los godos adoptaron la forma de águila, símbolo de poder y prestigio. Solo se han documentado cinco ejemplos similares en toda España, lo que resalta la exclusividad de estas piezas.

## Hallazgos Destacados
- Tierra de Barros (Badajoz)
  - En 1930, se descubrió una pareja de fíbulas de oro macizo decoradas con cloisonné.
  - Estas piezas forman parte de la colección de The Walters Art Museum en Baltimore, EE. UU.  Torre-Águila, Barbaño (Badajoz)
  - Descubiertas en 1987 en la necrópolis de la villa romana de Torre-Águila.
  - Actualmente se encuentran en el Museo Nacional de Arte Romano en Mérida.  Galisteo (Cáceres)
  - Procedentes de la necrópolis de "La Jarrilla", se hallaron junto a un ajuar funerario y broches de cinturón.
  - Expuestas en el Museo Arqueológico Provincial de Cáceres.  Alovera (Guadalajara)
  - En el yacimiento "Camino de la Barca" se hallaron dos fíbulas similares, orientadas en direcciones opuestas.
  - Elaboradas en bronce dorado, presentan celdillas con vidrio rojo y un cabujón azul que simula un ojo.
  - Estas piezas están en el Museo Arqueológico Nacional en Madrid.  Herrera de Pisuerga (Palencia)
  - Procedente de una necrópolis visigoda, se encuentra en la colección de The Walters Art Museum.  Espinosa de Henares (Guadalajara)
  - Originalmente atribuida a Calatayud, su origen fue confirmado en este yacimiento.
  - Exhibida en el Museo Arqueológico Nacional.

## Características Generales
Materiales y Técnica
Las fíbulas visigodas presentan variaciones, desde modelos simples hasta elaboradas piezas decorativas como las de Alovera, realizadas en bronce dorado y embellecidas con pasta vítrea coloreada o gemas.
- La técnica utilizada, el cloisonné o esmalte en frío, consistía en crear pequeñas celdillas metálicas rellenadas con vidrio coloreado o piedras preciosas, logrando un efecto visual de gran lujo.
- Este método, de origen oriental, llegó a Europa a través del comercio y las migraciones, convirtiéndose en un rasgo distintivo del arte visigótico.

Materiales y Técnica
Las fíbulas visigodas presentan variaciones, desde modelos simples hasta elaboradas piezas decorativas como las de Alovera, realizadas en bronce dorado y embellecidas con pasta vítrea coloreada o gemas.
- La técnica utilizada, el cloisonné o esmalte en frío, consistía en crear pequeñas celdillas metálicas rellenadas con vidrio coloreado o piedras preciosas, logrando un efecto visual de gran lujo.
- Este método, de origen oriental, llegó a Europa a través del comercio y las migraciones, convirtiéndose en un rasgo distintivo del arte visigótico.

Características de las Fíbulas de Alovera
Las fíbulas de Alovera forman un par simétrico que probablemente se utilizó para adornar los hombros de una persona de alto estatus social, como un terrateniente. Halladas en la necrópolis del "Camino de la Barca" cercana a una villa romana, exhiben elementos clásicos del arte visigodo:
- Forma: Alas abiertas y cabezas prominentes con ojos de cabujón azul.
- Decoración: Picos curvados y un pectoral ovoidal decorado con vidrio rojo en celdillas.
- Función: Además de sujetar vestimentas, simbolizaban el poder y la identidad cultural de su portador.

## Contexto Geográfico y Cultural
- Alovera se ubicaba en la Vía Augusta, una ruta comercial que conectaba Complutum (actual Alcalá de Henares) con Calatayud (Bilbilis). Esta posición estratégica, rodeada de villas agropecuarias y necrópolis, favoreció un rico intercambio cultural y económico, influyendo en la sofisticación de objetos como las fíbulas.

## Importancia Histórica
Conservadas en el Museo Arqueológico Nacional (MAN), las fíbulas de Alovera son valiosas no solo como adornos funcionales y decorativos, sino también como testimonio del arte y la orfebrería visigoda. Estas piezas reflejan la fusión de influencias locales y orientales, simbolizando la riqueza cultural de la Hispania visigoda y su conexión con redes artísticas más amplias.